# Jasmine Thompson
Jasmine Ying Thompson (Londres, 8 de novembro de 2000)  é uma cantora inglesa nascida em Londres, na Inglaterra. Filha de pai inglês e mãe chinesa, ficou conhecida após fazer o cover da música Ain't Nobody da cantora Chaka Khan que ficou no UK Singles Chart depois de ser apresentado em um comercial para rede de supermercados "Sainsbury".

## Carreira musical

### 2013: Início da carreira
Em julho de 2013 Jasmine Thompson lançou um cover do single de Naughty Boy "La La La". Em agosto, Thompson lançou um cover de Taylor Swift para a música "Everything Has Changed" como um dueto com Gerald Ko, um cover do single "Let Her Go" do cantor Passenger e um cover de "Titanium" do David Guetta. Em setembro de 2013 ela lançou seu álbum de estréia Bundle of Tantrums (Em tradução livre: Pacote de Birras) que incluía os singles "La La La", "Let Her Go" e " Titanium".

### 2013-presente: Descoberta
Em setembro de 2013 lançou um cover de Ain't Nobody da cantora Chaka Khan, a música foi apresentada em um comercial para rede de supermercados "Sainsbury". A canção atingiu a posição #32 no UK Singles Chart. Em outubro de 2013 ela lançou seu primeiro extended play Under the WIllow Tree.

## Discografia

### Álbuns de estúdio
| 2013 | Bundle Of Tantrums - Label: Lançamento próprio - Formato: Digital download         | 8              | 160 |
| 2014 | Another Bundle Of Tantrums - Label: Lançamento próprio - Formato: Digital download | Apenas Lançado | 126 |

### Extended Plays
| Título                | Número de Faixas | Lançamento (iTunes) |
| --------------------- | ---------------- | ------------------- |
| Under the Willow Tree | 4                | 20/10/2013          |
| Take Cover            | 5                | 09/12/2014          |
| Adore (The Remixes)   | 7                | 07/08/2015          |
| Adore                 | 5                | 18/09/2015          |

### Singles
| 2013                                                                                           |                                |    |                            |                                         |
| Run                                                                                            | —                              | —  | Under The Willow Tree - EP |                                         |
| 2014                                                                                           | Drop Your Guard                | —  | —                          | Another Bundle of Tantrums              |
| 2014                                                                                           | Sun Goes Down                  | —  | —                          | Prayer                                  |
| 2015                                                                                           | Ain't Nobody (Loves Me Better) | 02 | —                          | Ain't Nobody (Loves Me Better) - Single |
| 2015                                                                                           | Adore                          | —  | —                          | Adore - EP                              |
| 2015                                                                                           | Do It Now                      | —  | —                          | Adore - EP                              |
| 2015                                                                                           | Let Myself Try (Acústico)      | —  | —                          | Adore - EP                              |
| 2016                                                                                           | Where We Belong                | —  | —                          | Where We Belong - Single                |
| "—" denota singles que não entraram nos charts ou não se conseguiu informações sobre entradas. |                                |    |                            |                                         |